# 米田国臣

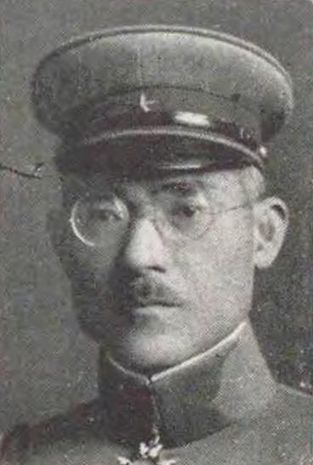
米田国臣

米田 国臣（こめだ くにしげ、旧字体：米田 國臣、1882年（明治15年）12月3日 - 1951年（昭和26年）2月24日）は、日本の陸軍軍人、政治家、華族。最終階級は陸軍砲兵大佐。子爵。貴族院子爵議員。旧姓・細川。旧熊本藩家老米田家。

## 経歴
熊本県宇土郡宇土町（現宇土市）で細川興勝（宇土藩主・故細川興文孫）の三男として生まれ、侍従・米田虎雄の養子となる。養父の死去に伴い1915年（大正4年）12月24日、子爵を襲爵した。
陸軍士官学校（15期）に入り、1903年（明治36年）11月30日に卒業し、1904年（明治37年）2月12日、砲兵少尉に任官。陸軍砲工学校を卒業し、陸軍砲兵工科学校教官、同副官、同生徒隊長、近衛野砲兵連隊付、第1師団兵器部長などを歴任。1930年（昭和5年）8月1日、砲兵大佐に昇進し、1931年（昭和6年）8月29日、予備役に編入された。
1936年（昭和11年）4月18日、貴族院子爵議員補欠選挙で当選し、研究会に所属して活動し、1946年（昭和21年）4月15日に辞職した。

## 栄典
- 1902年（明治35年）12月20日 - 従五位[15]
- 1914年（大正3年）6月20日 - 正五位[16]
- 1921年（大正10年）3月30日 - 従四位[17]
- 1945年（昭和20年）5月15日 - 正三位[18]

## 親族
- 妻 千代（養父長女）・熊子（正木勝次郎二女）・春子（柳沢徳忠二女）[1]
- 男子 米田正武（戦死）[1]
  - 妻 董子（まさこ、戸沢正己五女、のち池田芳蔵夫人）[1]
- 女子 大久保八重子（大久保利謙夫人）[1]
- 養弟 長谷川鉄太郎（実業家・養父子息）[1]